# Yverdon-Sport Football Club 2019-2020
Questa voce raccoglie le informazioni riguardanti l'Yverdon-Sport Football Club nelle competizioni ufficiali della stagione 2019-2020.

## Stagione
Nella stagione 2019-2020 l'Yverdon, allenato da Anthony Braizat, concluse il campionato di Promotion League al 1º posto. In Coppa Svizzera l'Yverdon fu eliminato al primo turno dal Neuchâtel Xamax.

## Rosa
| N. |                                 | Ruolo | Calciatore            |
| -- | ------------------------------- | ----- | --------------------- |
| 4  | Svizzera (bandiera)             | C     | Bruno Caslei          |
| 5  | Francia (bandiera)              | D     | Sébastien Le Neün     |
| 7  | Iran (bandiera)                 | C     | Shaho Maroufi         |
| 8  | Svizzera (bandiera)             | C     | Florian Gudit         |
| 9  | Svizzera (bandiera)             | A     | Alessandro Ciarrocchi |
| 10 | Svizzera (bandiera)             | C     | Ali Kabacalman        |
| 11 | Svizzera (bandiera)             | D     | Muamer Zeneli         |
| 12 | Svizzera (bandiera)             | D     | Amel Sulejmanovic     |
| 14 | Svizzera (bandiera)             | D     | Adriano De Pierro     |
| 17 | Guinea-Bissau (bandiera)        | A     | Marculino Ninte       |
| 18 | Svizzera (bandiera)             | C     | Nehemie Lusuena       |
| 20 | Bosnia ed Erzegovina (bandiera) | D     | Mustafa Sejmenović    |
| 21 | Francia (bandiera)              | D     | François Marque       |
| 22 | Svizzera (bandiera)             | P     | Kevin Martin          |
| 24 | Francia (bandiera)              | D     | Belly Vumbi           |

| N. |                            | Ruolo | Calciatore                 |
| -- | -------------------------- | ----- | -------------------------- |
| 25 | Francia (bandiera)         | C     | Norman Peyretti            |
| 26 | Rep. del Congo (bandiera)  | A     | Franck Nioby               |
| 27 | RD del Congo (bandiera)    | C     | Ridge Mobulu               |
| 28 | Francia (bandiera)         | C     | Hugo Fargues               |
| 30 | Francia (bandiera)         | A     | Kevin Djacko               |
| 72 | Svizzera (bandiera)        | A     | Fabio Morelli              |
| 80 | Svizzera (bandiera)        | P     | Marc Roux                  |
|    | Svizzera (bandiera)        | D     | Raphaël Glauser            |
|    | Portogallo (bandiera)      | D     | Leandro Cerqueira da Costa |
|    | Svizzera (bandiera)        | C     | Pietro Di Nardo            |
|    | Guyana francese (bandiera) | C     | Jules Haabo                |
|    | Kosovo (bandiera)          | A     | Gentian Bunjaku            |
|    | Uruguay (bandiera)         | A     | Sergio Cortelezzi          |
|    | Svizzera (bandiera)        | A     | Evandeur Nsiala            |

## Organigramma societario
Area tecnica
- Allenatore: Jean-Michel Aeby
- Allenatore in seconda:
- Preparatore dei portieri:
- Preparatori atletici:

## Calciomercato

### Sessione estiva
| Acquisti | Acquisti | Acquisti | Acquisti |
| R.       | Nome     | da       | Modalità |
| -------- | -------- | -------- | -------- |

| Cessioni | Cessioni | Cessioni | Cessioni |
| R.       | Nome     | a        | Modalità |
| -------- | -------- | -------- | -------- |

### Sessione invernale
| Acquisti | Acquisti | Acquisti | Acquisti |
| R.       | Nome     | da       | Modalità |
| -------- | -------- | -------- | -------- |

| Cessioni | Cessioni | Cessioni | Cessioni |
| R.       | Nome     | a        | Modalità |
| -------- | -------- | -------- | -------- |

## Risultati

### Promotion League
| Arbitro: | Kanagasingam |

|                                     |           |              |
| Neün 7’ Peyretti 32’ Sejmenović 49’ | Marcatori | 47’ Magnetti |

| Arbitro: | Staubli |

|  |           |                               |
|  | Marcatori | 34’ Sejmenović 47’ Ciarrocchi |

| Arbitro: | Carrard |

|                       |           |           |
| Ninte 46’ Morelli 81’ | Marcatori | 34’ Edgar |

| Arbitro: | Odiet |

|                                                                  |           |  |
| Fargues 5’ Ciarrocchi 31’ Morelli 60’ Aravidīs 74’ De Pierro 77’ | Marcatori |  |

| Arbitro: | Turkes |

|  |           |                                                  |
|  | Marcatori | 13’ Aravidīs 27’ Sejmenović 69’ Neün 79’ Morelli |

| Arbitro: | Ovcharov |

|                                                        |           |  |
| Zeneli 7’ Ninte 16’, 39’ Vumbi 45’ Aravidīs 51’ (rig.) | Marcatori |  |

| Arbitro: | Ghisletta |

|                                    |           |                          |
| Eschmann 50’ Causi 62’ Pereira 80’ | Marcatori | 20’ Neün 90’, 90’ Mobulu |

| Arbitro: | Hürlimann |

|                           |           |  |
| Ninte 57’, 79’ Mobulu 82’ | Marcatori |  |

| Arbitro: | Kanagasingam |

|  |           |                                                  |
|  | Marcatori | 25’ De Pierro 58’ Mobulu 82’ Fargues 90’ Lusuena |

| Arbitro: | Rosset |

|                |           |              |
| Sejmenović 56’ | Marcatori | 37’ Chappuis |

| Arbitro: | Huber |

|              |           |                                   |
| Erzinger 30’ | Marcatori | 13’ Aravidīs 52’ Zeneli 82’ Ninte |

| Arbitro: | Thies |

|                                 |           |                 |
| Aravidīs 53’ (rig.) Morelli 82’ | Marcatori | 9’, 90’ Alvarez |

| Arbitro: | Schärli |

|                  |           |                                            |
| Abegglen 5’, 21’ | Marcatori | 54’ Caslei 55’ Ninte 64’ Neün 90’ Peyretti |

| Arbitro: | Hänggi |

|             |           |  |
| Morelli 80’ | Marcatori |  |

| Arbitro: | Roth |

|                    |           |                      |
| Miani 7’ Bozic 56’ | Marcatori | 12’ Caslei 61’ Ninte |

| Arbitro: | Turkes |

|              |           |  |
| Magnetti 17’ | Marcatori |  |

| Arbitro: | Cibelli |

|              |           |            |
| Aravidīs 20’ | Marcatori | 90’ Nsiala |

| 1º marzo 2020, ore CET 18ª giornata | Sion II | – non disputata | Yverdon |  |

| 7 marzo 2020, ore CET 19ª giornata | Köniz | – non disputata | Yverdon |  |

| 15 marzo 2020, ore CET 20ª giornata | Yverdon | – non disputata | Black Stars Basilea |  |

| 21 marzo 2020, ore CET 21ª giornata | Zurigo II | – non disputata | Yverdon |  |

| 28 marzo 2020, ore CET 22ª giornata | Yverdon | – non disputata | YF Juventus |  |

| 5 aprile 2020, ore CEST 23ª giornata | Breitenrain | – non disputata | Yverdon |  |

| 11 aprile 2020, ore CEST 24ª giornata | Yverdon | – non disputata | Rapperswil-Jona |  |

| 18 aprile 2020, ore CEST 25ª giornata | Étoile Carouge | – non disputata | Yverdon |  |

| 25 aprile 2020, ore CEST 26ª giornata | Yverdon | – non disputata | Münsingen |  |

| 3 maggio 2020, ore CEST 27ª giornata | Bavois | – non disputata | Yverdon |  |

| 9 maggio 2020, ore CEST 28ª giornata | Yverdon | – non disputata | Brühl |  |

| 16 maggio 2020, ore CEST 29ª giornata | Basilea II | – non disputata | Yverdon |  |

| 23 maggio 2020, ore CEST 30ª giornata | Yverdon | – non disputata | Cham |  |

### Coppa Svizzera
| Yverdon-les-Bains 18 agosto 2019, ore 16:00 CEST Primo turno         | Yverdon   | 1 – 2 referto         | Neuchâtel Xamax | Stade Municipal (2 000 spett.) |
| \| \| \| \| \| Peyretti 63’ \| Marcatori \| 77’ Nuzzolo 86’ Đurić \| |           |                       |                 |                                |
|                                                                      |           |                       |                 |                                |
| Peyretti 63’                                                         | Marcatori | 77’ Nuzzolo 86’ Đurić |                 |                                |

## Statistiche

### Statistiche di squadra
| Competizione     | Punti | In casa | In casa | In casa | In casa | In casa | In casa | In trasferta | In trasferta | In trasferta | In trasferta | In trasferta | In trasferta | Totale | Totale | Totale | Totale | Totale | Totale | DR  |
| Competizione     | Punti | G       | V       | N       | P       | Gf      | Gs      | G            | V            | N            | P            | Gf           | Gs           | G      | V      | N      | P      | Gf     | Gs     | DR  |
| ---------------- | ----- | ------- | ------- | ------- | ------- | ------- | ------- | ------------ | ------------ | ------------ | ------------ | ------------ | ------------ | ------ | ------ | ------ | ------ | ------ | ------ | --- |
| Promotion League | 38    | 9       | 6       | 3       | 0       | 23      | 6       | 8            | 5            | 2            | 1            | 22           | 9            | 17     | 11     | 5      | 1      | 45     | 15     | +30 |
| Coppa Svizzera   | -     | 1       | 0       | 0       | 1       | 1       | 2       | 0            | 0            | 0            | 0            | 0            | 0            | 1      | 0      | 0      | 1      | 1      | 2      | -1  |
| Totale           | 38    | 10      | 6       | 3       | 1       | 24      | 8       | 8            | 5            | 2            | 1            | 22           | 9            | 18     | 11     | 5      | 2      | 46     | 17     | +29 |

### Andamento in campionato
| Giornata  | 1 | 2 | 3 | 4 | 5 | 6 | 7 | 8 | 9 | 10 | 11 | 12 | 13 | 14 | 15 | 16 | 17 |
| --------- | - | - | - | - | - | - | - | - | - | -- | -- | -- | -- | -- | -- | -- | -- |
| Luogo     | C | T | C | C | T | C | T | C | T | C  | T  | C  | T  | C  | T  | T  | C  |
| Risultato | V | V | V | V | V | V | N | V | V | N  | V  | N  | V  | V  | N  | P  | N  |
| Posizione | 1 | 1 | 1 | 1 | 1 | 1 | 1 | 1 | 1 | 1  | 1  | 1  | 1  | 1  | 1  | 1  | 1  |

Legenda:

Luogo: C = Casa; T = Trasferta. Risultato: V = Vittoria; N = Pareggio; P = Sconfitta.

### Statistiche dei giocatori
| Giocatore       | Promotion League | Promotion League | Promotion League | Promotion League | Coppa Svizzera | Coppa Svizzera | Coppa Svizzera | Coppa Svizzera | Totale   | Totale | Totale      | Totale     |
| Giocatore       | Presenze         | Reti             | Ammonizioni      | Espulsioni       | Presenze       | Reti           | Ammonizioni    | Espulsioni     | Presenze | Reti   | Ammonizioni | Espulsioni |
| --------------- | ---------------- | ---------------- | ---------------- | ---------------- | -------------- | -------------- | -------------- | -------------- | -------- | ------ | ----------- | ---------- |
| S. Alić         | 0                | 0                | 0                | 0                | 0              | 0              | 0              | 0              | 0        | 0      | 0           | 0          |
| C. Aravidīs     | 15               | 6                | 2                | 0                | 0              | 0              | 0              | 0              | 15       | 6      | 2           | 0          |
| G. Bunjaku      | 0                | 0                | 0                | 0                | 0              | 0              | 0              | 0              | 0        | 0      | 0           | 0          |
| B. Caslei       | 10               | 2                | 0                | 0                | 0              | 0              | 0              | 0              | 10       | 2      | 0           | 0          |
| A. Ciarrocchi   | 14               | 2                | 2                | 0                | 1              | 0              | 0              | 0              | 15       | 2      | 2           | 0          |
| S. Cortelezzi   | 0                | 0                | 0                | 0                | 0              | 0              | 0              | 0              | 0        | 0      | 0           | 0          |
| L. Costa        | 0                | 0                | 0                | 0                | 0              | 0              | 0              | 0              | 0        | 0      | 0           | 0          |
| A. Danner       | 0                | 0                | 0                | 0                | 0              | 0              | 0              | 0              | 0        | 0      | 0           | 0          |
| A. De Pierro    | 9                | 2                | 1                | 0                | 0              | 0              | 0              | 0              | 9        | 2      | 1           | 0          |
| F. Delgado      | 0                | 0                | 0                | 0                | 0              | 0              | 0              | 0              | 0        | 0      | 0           | 0          |
| P. Di Nardo     | 0                | 0                | 0                | 0                | 0              | 0              | 0              | 0              | 0        | 0      | 0           | 0          |
| K. Djacko       | 12               | 0                | 2                | 0                | 1              | 0              | 0              | 0              | 13       | 0      | 2           | 0          |
| A. Eleouet      | 0                | 0                | 0                | 0                | 0              | 0              | 0              | 0              | 0        | 0      | 0           | 0          |
| H. Fargues      | 10               | 2                | 4                | 0                | 1              | 0              | 0              | 0              | 11       | 2      | 4           | 0          |
| R. Glauser      | 0                | 0                | 0                | 0                | 0              | 0              | 0              | 0              | 0        | 0      | 0           | 0          |
| F. Gudit        | 1                | 0                | 1                | 0                | 0              | 0              | 0              | 0              | 1        | 0      | 1           | 0          |
| C. Guedes       | 0                | 0                | 0                | 0                | 0              | 0              | 0              | 0              | 0        | 0      | 0           | 0          |
| J. Haabo        | 0                | 0                | 0                | 0                | 0              | 0              | 0              | 0              | 0        | 0      | 0           | 0          |
| A. Kabacalman   | 15               | 0                | 2                | 0                | 1              | 0              | 0              | 0              | 16       | 0      | 2           | 0          |
| N. Lusuena      | 15               | 1                | 6                | 1                | 1              | 0              | 0              | 0              | 16       | 1      | 6           | 1          |
| S. Maroufi      | 11               | 0                | 4                | 2                | 0              | 0              | 0              | 0              | 11       | 0      | 4           | 2          |
| F. Marque       | 1                | 0                | 0                | 0                | 0              | 0              | 0              | 0              | 1        | 0      | 0           | 0          |
| K. Martin       | 17               | 0                | 1                | 0                | 0              | 0              | 0              | 0              | 17       | 0      | 1           | 0          |
| R. Mobulu       | 11               | 4                | 2                | 0                | 1              | 0              | 0              | 0              | 12       | 4      | 2           | 0          |
| F. Morelli      | 13               | 5                | 2                | 0                | 1              | 0              | 0              | 0              | 14       | 5      | 2           | 0          |
| S. Neün         | 12               | 4                | 1                | 0                | 1              | 0              | 0              | 0              | 13       | 4      | 1           | 0          |
| M. Ninte        | 16               | 8                | 5                | 0                | 1              | 0              | 0              | 0              | 17       | 8      | 5           | 0          |
| F. Nioby        | 8                | 0                | 0                | 0                | 1              | 0              | 0              | 0              | 9        | 0      | 0           | 0          |
| E. Nsiala       | 0                | 0                | 0                | 0                | 0              | 0              | 0              | 0              | 0        | 0      | 0           | 0          |
| T. Perrault     | 0                | 0                | 0                | 0                | 0              | 0              | 0              | 0              | 0        | 0      | 0           | 0          |
| N. Peyretti     | 17               | 2                | 2                | 0                | 1              | 1              | 0              | 0              | 18       | 3      | 2           | 0          |
| W. Pogam        | 0                | 0                | 0                | 0                | 0              | 0              | 0              | 0              | 0        | 0      | 0           | 0          |
| M. Roux         | 0                | 0                | 0                | 0                | 0              | 0              | 0              | 0              | 0        | 0      | 0           | 0          |
| V. Sallaj       | 0                | 0                | 0                | 0                | 1              | 0              | 0              | 0              | 1        | 0      | 0           | 0          |
| M. Sejmenović   | 15               | 4                | 1                | 0                | 1              | 0              | 0              | 0              | 16       | 4      | 1           | 0          |
| A. Sulejmanovic | 0                | 0                | 0                | 0                | 0              | 0              | 0              | 0              | 0        | 0      | 0           | 0          |
| B. Vumbi        | 12               | 1                | 0                | 0                | 0              | 0              | 0              | 0              | 12       | 1      | 0           | 0          |
| M. Zeneli       | 15               | 2                | 1                | 0                | 1              | 0              | 0              | 0              | 16       | 2      | 1           | 0          |
| L. Zwahlen      | 0                | 0                | 0                | 0                | 0              | 0              | 0              | 0              | 0        | 0      | 0           | 0          |